# Tinsley W. Rucker
Tinsley White Rucker (* 24. März 1848 bei Farm Hill, Elbert County, Georgia; † 18. November 1926 in Athens, Georgia) war ein US-amerikanischer Politiker. Im Jahr 1917 vertrat er den Bundesstaat Georgia im US-Repräsentantenhaus.

## Werdegang
Tinsley Rucker besuchte die öffentlichen Schulen seiner Heimat sowie das Princeton College und die Georgia Military Academy in Marietta. Seit März 1864 nahm er als Soldat im Heer der Konföderierten Staaten am Bürgerkrieg teil. Nach einem anschließenden Jurastudium an der School of Law der University of Georgia und seiner 1871 erfolgten Zulassung als Rechtsanwalt begann er in Athens in diesem Beruf zu arbeiten. Zwischen 1893 und 1912 war er stellvertretender Bundesstaatsanwalt für den nördlichen Teil von Georgia mit Sitz in Atlanta. Im Jahr 1912 kehrte er nach Athens zurück, wo er wieder als Anwalt praktizierte.
Politisch war Rucker Mitglied der Demokratischen Partei. Nach dem Tod des Kongressabgeordneten Samuel Joelah Tribble wurde er bei der fälligen Nachwahl für den achten Sitz von Georgia als dessen Nachfolger in das US-Repräsentantenhaus in Washington, D.C. gewählt, wo er am 11. Januar 1917 sein neues Mandat antrat. Bis zum 3. März 1917 beendete er dort die Legislaturperiode seines Vorgängers. Nach seinem Ausscheiden aus dem US-Repräsentantenhaus arbeitete Rucker wieder als Anwalt. Er starb am 18. November 1926 in Athens.